# Аферин, Гавриил Лукьянович
Гавриил Лукьянович Аферин (1931—1983) — советский спортсмен и тренер; Мастер спорта СССР (1957) и Почётный мастер спорта СССР (1961) по тяжёлой атлетике.

## Биография
Родился 7 апреля 1931 года в селе Ракиты Алтайского края.
В 1972 году Окончил Ленинградский институт физической культуры им. П.Ф. Лесгафта (ныне Национальный государственный университет физической культуры, спорта и здоровья имени П. Ф. Лесгафта), где был воспитанником преподавателя М. Д. Касьяника. Спортом занимался до поступления в вуз, выступая за ДСО «Труд», тренировался у Б. М. Мосиевича. Становился чемпионом (1958, 1962) и серебряным призёром (1961, 1965) чемпионатов РСФСР и Спартакиады народов РСФСР (1956). Был рекордсменом СССР и РСФСР (1961, жим) в весовой категории до 110 кг: 19 марта 1961 года в Подольске поднял 163 кг, 5 ноября 1961 года в Уфе поднял 166,5 кг.
Одновременно со спортивной карьерой с 1959 года занимался тренерской деятельностью. Был тренером Башкирского областного совета ДСО «Спартак», с 1965 года — «Труд», с 1976 года — спортивного клуба «Химик» (все — Уфа). В числе его воспитанников — мастера спорта международного класса В. В. Дурнев, Р. Л. Ханов, а также ещё более 10 мастеров спорта СССР.
Умер 27 марта 1983 года в Уфе.

## Спортивные результаты
| Год  | Соревнование                | Место проведения | Весовая категория | Жим   | Рывок | Толчок | Сумма троеборья | Место |
| 1955 | Чемпионат СССР среди юношей | ?                | ?                 | ?     | ?     | ?      | ?               | ?     |
| 1956 | Спартакиада народов РСФСР   | Москва           | ?                 | ?     | ?     | ?      | ?               | 2     |
| 1958 | Чемпионат РСФСР             | Уфа              | свыше 90          | 157,5 | 120   | 167,5  | 445             | 1     |
| 1961 | Чемпионат РСФСР             | Казань           | свыше 90          | 157,5 | 127,5 | 165    | 450             | 2     |
| 1962 | Чемпионат РСФСР             | Саратов          | свыше 90          | 150   | 120   | 160    | 430             | 1     |
| 1965 | Чемпионат РСФСР             | Салават          | до 102.5          | ?     | ?     | ?      | ?               | 2     |